# 市川團十郎 (7代目)

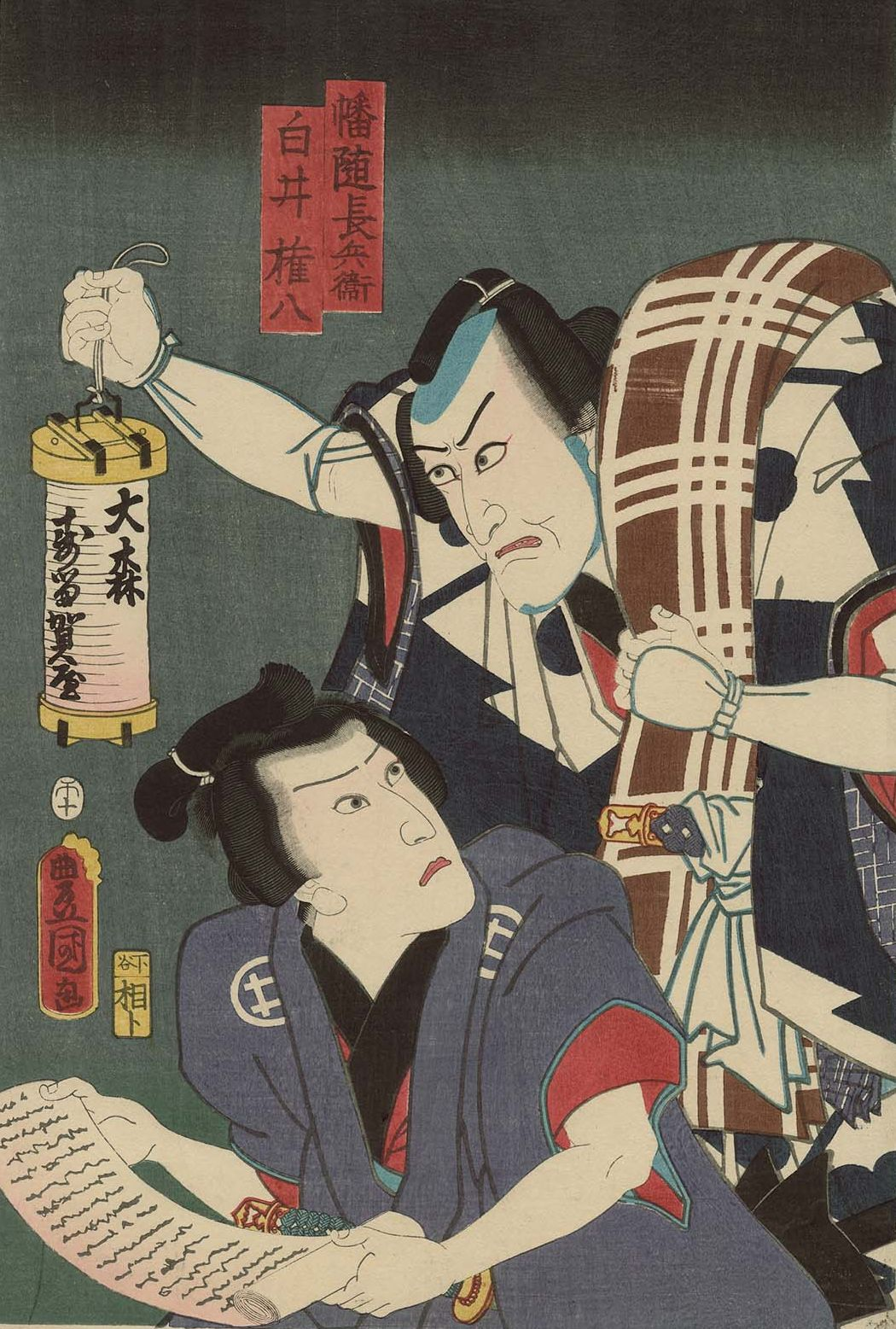
「鈴が森」七代目團十郎の長兵衛、河原崎権十郎（のち九代目團十郎）の権八

七代目 市川 團十郎（いちかわ だんじゅうろう、寛政3年（1791年） - 安政6年3月23日（1859年4月25日））は化政期から天保にかけて活躍した江戸の歌舞伎役者。屋号は成田屋。定紋は三升（みます）。俳名は三升、白猿、夜雨庵、壽海老人、子福者、二九亭、眼玉堂。
天保の改革のあおりを受けて江戸を追放されたことで有名。

## 来歴
幼名は小玉。名跡は初代市川新之助、市川ゑび蔵、七代目市川團十郎、五代目市川海老蔵を名乗り、江戸追放にあってからは祖父が名乗った成田屋七左衛門（なりたや しちざえもん）や幡谷重蔵（はたや じゅうぞう）、市川白猿（いちかわ はくえん）などの名跡も名乗った。俳名は三升（さんしょう）・白猿（はくえん）。そのほか夜雨庵（やうあん）・壽海老人（じゅかいろうじん）・子福長者（こふくちょうじゃ）・二九亭（にくてい）・眼玉堂（めだまどう）とも号した。
寛政3年（1791年）、江戸生れ。母は五代目市川團十郎の次女すみで、生後間もなく六代目團十郎の養子となる。寛政6年（1794年）、市川新之助の名で初舞台。2年後には6歳にして『暫』をつとめた。その後市川ゑび蔵を襲名。
寛政11年（1799年）に六代目團十郎が急死したため、翌年10歳で七代目市川團十郎を襲名。文化3年（1806年）には祖父五代目も死に、劇壇の孤児となった團十郎は化政期の名優たちに揉もまれながら実力をつけていった。五代目の贔屓筋が後援者として若い七代目を支え、七代目が市川家のお家芸「助六」を初めて演じた際には、贔屓筋のひとり烏亭焉馬の編集による記念本『江戸紫贔屓鉢巻』が刊行された。豪快ななかにも男らしい色気がただよう芸風であったらしく、市川宗家のお家芸である荒事をよくするほか、四代目鶴屋南北と組み『東海道四谷怪談』の民谷伊右衛門のような悪役をやって人気を取った。いわゆる「色悪」の領域を確立した人物である。

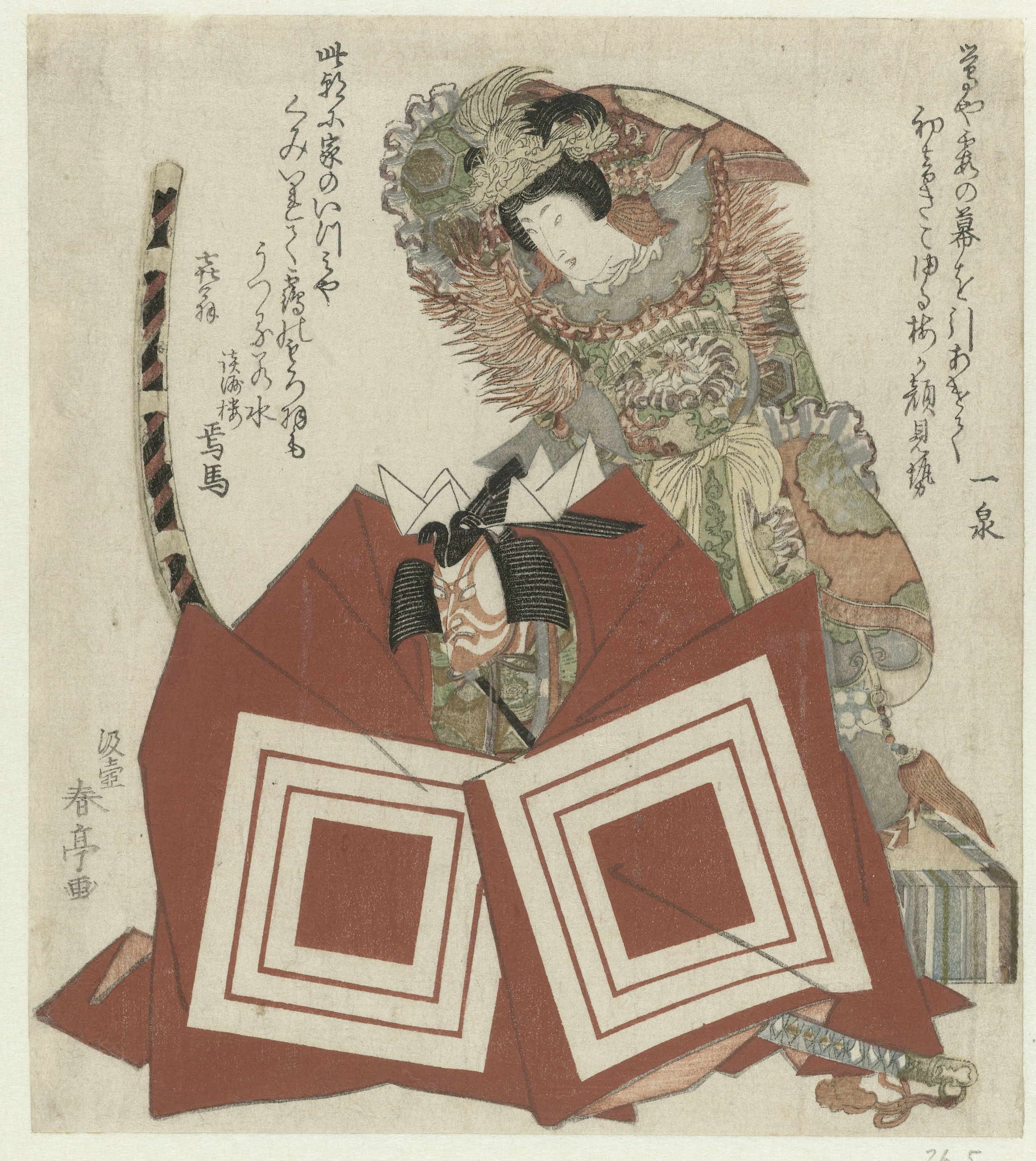
暫の七代目。女形の五代目瀬川菊之丞と。勝川春亭画。1819年

天保3年（1832年）、息子・六代目市川海老蔵に八代目團十郎を継がせ、自身は五代目市川海老蔵を襲名する。このとき成田屋相伝の荒事18種を撰して「歌舞妓狂言組十八番」と題した摺物にし、これを贔屓客に配った。これが歌舞伎十八番の端緒である。こうして海老蔵襲名後は3人の愛人とともに豪邸に住まい、人気役者としての派手な暮らしをしていた。
また天保11年（1840年）には初代團十郎没後百九十周年追善興行として『勧進帳』を初演、｢隋市川｣（「随一」と「市川」を合わせた造語）と呼ばれていた市川宗家の権威をさらに一段高めることに貢献した。こうして七代目團十郎改メ五代目海老蔵は、市川宗家＝荒事の本家＝江戸歌舞伎の権威、という図式を完成させるに至ったのである。
天保13年（1842年）4月、天保の改革の旋風が吹き荒れるなかで、海老蔵は突如江戸南町奉行所から手鎖・家主預りの処分を受け、さらに江戸十里四方処払いとなる。これによって江戸の舞台に立つことが不可能となった海老蔵は成田屋七左衛門と改名。一時成田山新勝寺の延命院に蟄居したのち、駿府へ移る。その後さらに幡谷重蔵の名で桑名で芝居をした後大坂へ昇り、市川白猿や市川海老蔵の名で京・大津などで舞台に立った。追放の直接の原因は、奢侈禁止令に触れる派手な私生活と実物の甲冑を舞台で使用したというものだったが、要するに罪状は何でも良く、その目的は江戸歌舞伎の宗家として江戸っ子の誰もが認める「あの團十郎」を手厳しく処罰することにより、改革への腰の入れようを江戸の隅々にまで知らしめることにあった。

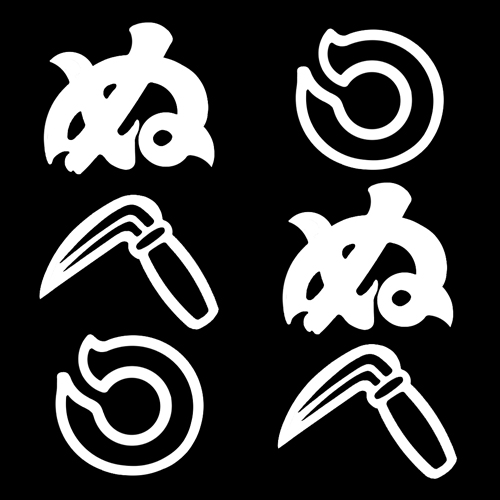
かまわぬ
「鎌輪ぬ」
----
七代目團十郎が好んで使った役者文様。「構わぬ」にかけている。

追放から7年後の嘉永2年（1849年）12月26日、巡業先の岐阜で赦免の知らせを受けた事によって翌年ようやく江戸に帰ったものの既に世代交代をした江戸歌舞伎界の変化もあり4年後には再び下坂し上方の舞台に多く立った。この江戸滞在中にはまだ無名の狂言作者・二代目河竹新七（黙阿弥）の才能を見出している。嘉永7年（1854年）8月、共演予定であった長男の八代目團十郎が突如として自殺し、翌嘉永8年（1855年）には四男の市川猿蔵に先立たれるといった身内の不幸に見舞われるなど、晩年は家庭的にもめぐまれず、係累が多かったこともあっていさかいが絶えなかったという。安政5年（1858年）7月、5年ぶりに江戸に戻り河原崎家に養子にやった息子である河原崎権之助との共演も果たした。安政6年（1859年）1月、中村座で『伊賀合道中双六』の幸兵衛と『根元草摺引』の曾我五郎をつとめたのが最後の舞台となった。3月にも出演予定であったが病により断念し4月23日に死去した。墓所は青山霊園の合祀墓。

## 巡業
江戸以外には舞台に立たない事が殆どであった團十郎としては異例な事に彼は生涯を通じて旅芝居を多くつとめた。文政12年（1829年）5月には江戸の劇場が火事で焼失したのを受けて上阪し團十郎として初めて大阪の舞台に立ったのを皮切りに京都、伊勢と備中を訪れた。
海老蔵襲名後も天保3年（1832年）8月には遠江に、天保5年（1834年）6月には福岡藩主黒田斉清の招きにより歌舞伎役者として初めて九州博多へ赴き半年に渡り興行を行った。（博多中洲中島町に團十郎博多来演の碑が建立されている。）
その後も天保6年（1835年）6月に再び備中、天保8年（1837年）6月に名古屋、天保12年（1841年）7〜8月には甲斐・信濃、江戸追放中には伊勢、京都、岐阜の各地をそれぞれ訪れた他、赦免後の嘉永6年（1853年）7月には宮島にも巡業で訪れている。

## 家族
愛人との子を含め七男五女にめぐまれた子福者で、男子は順に八代目市川團十郎、六代目市川高麗蔵（堀越重兵衛）、七代目市川海老蔵、市川猿蔵、九代目市川團十郎、市川幸蔵、八代目市川海老蔵。門人には上方で活躍した初代市川蝦十郎、幕末期の名優四代目市川小團次、博識で知られた五代目市川門之助、渋い脇役で腕を振るった六代目市川團蔵などがいる。
対照的に息子たちは子宝に恵まれず、市川團十郎家は十一代目以降（当主としてはその一代前の五代目市川三升（贈十代目團十郎）から。十一代目は三升の養子）別系統となった。

## 伝記
- 服部幸雄 『市川團十郎代々』講談社、2002年／講談社学術文庫、2020年
- 木村涼 『七代目市川團十郎の史的研究』吉川弘文館、2014年